# Eenstipgrasuil
De eenstipgrasuil (Mythimna unipuncta, vroeger Pseudaletia unipuncta) is een nachtvlinder uit de familie Noctuidae, de uilen. De voorvleugellengte bedraagt tussen de 18 en 21 millimeter. De soort komt voor op alle continenten, met uitzondering van Antarctica. In Europa standvlinder in Zuid-Europa en benoorden daarvan trekvlinder.

## Waardplanten
De eenstipgrasuil heeft als waardplanten allerlei grassen.

## Voorkomen in Nederland en België
De eenstipgrasuil is in Nederland en België een zeldzame trekvlinder waarvan hoogstens enkele waarnemingen per jaar worden gedaan.

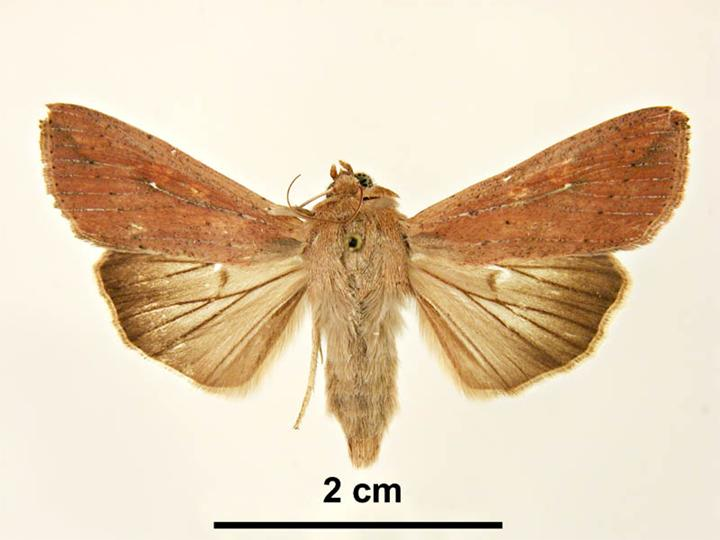
Vrouwtje
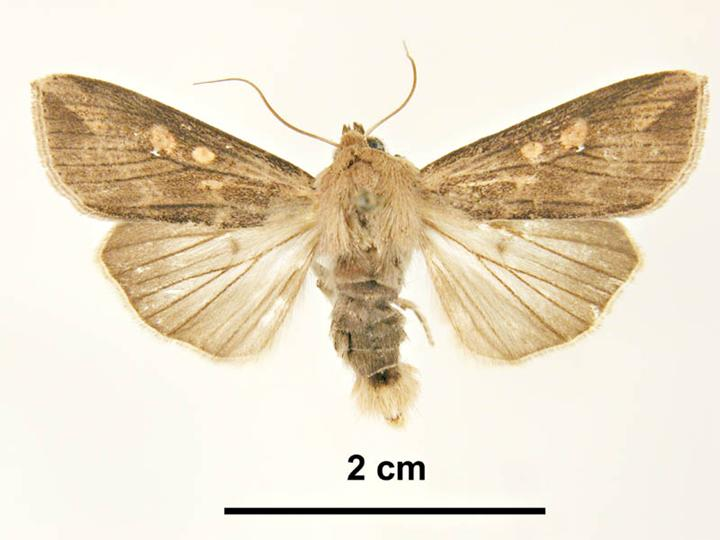
Mannetje